# Keith Smart
Pour les articles homonymes, voir Smart (homonymie).
Jonathan Keith Smart (né le 21 septembre 1964 à Bâton-Rouge, Louisiane) est un joueur et entraîneur de basket-ball.
Après avoir été l'adjoint de Don Nelson de 2006 à 2010, il prend les rênes de l'équipe en 2010. Il ne parvient pas à qualifier les Warriors de Golden State pour les playoffs et est licencié en avril 2011 malgré un premier bilan encourageant (+10 victoires par rapport à la saison précédente). Il devient ensuite l'adjoint de Paul Westphal aux Kings de Sacramento avant d'assurer l'intérim au poste d'entraîneur de cette équipe à partir du 5 janvier 2012, à la suite de l'éviction de ce dernier.

## Palmarès
Universitaire
- Champion NCAA en 1986 avec les Hoosiers de l'Indiana.
- Most Outstanding Player du Final Four en 1987.